# Lithacodia preapicilinea
Lithacodia preapicilinea là một loài bướm đêm trong họ Noctuidae.